# آرمن مانوچاریان
آرمن مانوچاریان (ارمنی: Արման Մանուչարյան؛ زادهٔ ۳ فوریهٔ ۱۹۹۵ در ایروان) بازیکن فوتبال در پست مدافع اهل ارمنستان است.

## باشگاهی
از باشگاه‌هایی که در آن بازی کرده‌است می‌توان به باشگاه فوتبال بانانتس، باشگاه فوتبال پیونیک، روتور ولگوگراد و آق‌تپه اشاره کرد.
| باشگاه         | فصل           | لیگ               | لیگ    | لیگ  | جام حذفی | جام حذفی | قاره‌ای | قاره‌ای | سایر   | سایر | مجموعاً | مجموعاً |
| باشگاه         | فصل           | دسته              | بازی‌ها | گل‌ها | بازی‌ها   | گل‌ها     | بازی‌ها | گل‌ها   | بازی‌ها | گل‌ها | بازی‌ها | گل‌ها   |
| -------------- | ------------- | ----------------- | ------ | ---- | -------- | -------- | ------ | ------ | ------ | ---- | ------ | ------ |
| پیونیک         | ۲۰۱۵–۱۶       | لیگ برتر ارمنستان | ۱۰     | ۱    | ۰        | ۰        | ۰      | ۰      | ۰      | ۰    | ۱۰     | ۱      |
| پیونیک         | ۲۰۱۶–۱۷       | لیگ برتر ارمنستان | ۳۰     | ۲    | ۴        | ۰        | ۲      | ۰      | —      | —    | ۳۶     | ۲      |
| پیونیک         | ۲۰۱۷–۱۸       | لیگ برتر ارمنستان | ۲۶     | ۰    | ۲        | ۰        | ۲      | ۰      | —      | —    | ۳۰     | ۰      |
| پیونیک         | ۲۰۱۸–۱۹       | لیگ برتر ارمنستان | ۱۹     | ۰    | ۱        | ۰        | ۰      | ۰      | —      | —    | ۲۰     | ۰      |
| پیونیک         | ۲۰۱۹–۲۰       | لیگ برتر ارمنستان | ۱۶     | ۲    | ۱        | ۰        | ۶      | ۰      | —      | —    | ۲۳     | ۲      |
| پیونیک         | مجموع         | مجموع             | ۱۰۱    | ۵    | ۸        | ۰        | ۱۰     | ۰      | ۰      | ۰    | ۱۱۹    | ۵      |
| روتور ولگوگراد | ۲۰۲۰–۲۱       | لیگ برتر روسیه    | ۷      | ۰    | ۰        | ۰        | —      | —      | —      | —    | ۷      | ۰      |
| مجموع باشگاهی  | مجموع باشگاهی | مجموع باشگاهی     | ۱۰۸    | ۵    | ۸        | ۰        | ۱۰     | ۰      | ۰      | ۰    | ۱۲۶    | ۵      |

## تیم ملی
وی همچنین در تیم ملی فوتبال ارمنستان بازی کرده‌است. یان نخستین بازی ملی خود را که یک بازی دوستانه بود در تاریخ ۴ ژوئن ۲۰۱۷ در ایروان در مقابل سنت کیتس و نویس انجام داده‌است.

### آمار تیم ملی
تا تاریخ match played ۶ سپتامبر ۲۰۱۸
| تیم ملی                 | سال    | بازی‌ها | گل‌ها |
| ----------------------- | ------ | ------ | ---- |
| تیم ملی فوتبال ارمنستان | ۲۰۱۷   | ۱      | ۰    |
| تیم ملی فوتبال ارمنستان | ۲۰۱۸   | ۱      | ۰    |
| مجموعا                  | مجموعا | ۲      | ۰    |

## یادداشت
1. ↑  بازی‌ها در لیگ قهرمانان
2. ↑  بازی‌ها در سوپر جام
3. 1 2 3 4  Appearances in the لیگ اروپا